# Fraueneishockey-Bundesliga 2006/07
Die Fraueneishockey-Bundesliga-Saison 2006/07 ist in Deutschland die 19. Bundesliga-Spielzeit der Frauen.

## Organisation
Die Ligadurchführung erfolgte durch den Deutschen Eishockey-Bund.

## Modus
Zur 2006/07 wurde die Einführung einer eingleisigen Frauen-Bundesliga von der Mehrheit der anwesenden Teilnehmer auf der Sitzung am 1. April 2006 beschlossen. Die Frist für die Meldung der Teilnehmer zu dieser Liga lief am 20. Juni 2006 ab. Die Liga sollte mit 12 Vereinen spielen, jedoch zog sich der WSV Braunlage in die 2. Liga zurück.
Es gab keine Finalrunden oder Play-offs, der Spitzenreiter nach der Saison war sofort Deutscher Meister. Der Tabellenletzte musste absteigen. Der Meister der 2. Liga Nord sowie der Sieger aus den Relegationsspielen Bayern/Baden-Württemberg erwarben das Aufstiegsrecht. Für die folgende Saison war eine Bundesliga mit 12 Mannschaften geplant, kam aber erneut nicht zustande.

## Meisterschaft
| Platz          | Name                | Spiele | Siege | Unent. | Niederl. | Tore   | Punkte |
| -------------- | ------------------- | ------ | ----- | ------ | -------- | ------ | ------ |
| Goldmedaille   | OSC Berlin          | 20     | 20    | 0      | 0        | 123:41 | 40:0   |
| Silbermedaille | ESC Planegg         | 20     | 16    | 1      | 3        | 96:30  | 33:7   |
| Bronzemedaille | SC Riessersee       | 20     | 15    | 1      | 4        | 109:45 | 31:9   |
| 4.             | TV Kornwestheim     | 20     | 12    | 1      | 7        | 83:43  | 25:15  |
| 5.             | EC Bergkamen        | 20     | 9     | 3      | 8        | 72:67  | 21:19  |
| 6.             | Grefrather EC       | 20     | 8     | 2      | 10       | 49:46  | 18:22  |
| 7.             | ECDC Memmingen      | 20     | 8     | 1      | 11       | 48:58  | 17:23  |
| 8.             | EKU Kurpfalz Ladies | 20     | 5     | 2      | 13       | 52:95  | 12:28  |
| 9.             | ERSC Ottobrunn      | 20     | 5     | 2      | 13       | 29:87  | 12:28  |
| 10.            | Hamburger SV        | 20     | 5     | 1      | 14       | 56:88  | 11:29  |
| 11.            | EV Regensburg       | 20     | 0     | 0      | 20       | 17:134 | 0:40   |

## Kader des Deutschen Meisters
| Deutscher Meister OSC Berlin | Torhüter: Franziska Hampel, Kirsten Schönwetter, Stephanie Wartosch-Kürten Verteidiger: Yvonne Fleck, Susann Gaebel, Jennifer Gärtner, Miriam Kresse, Sophie Schulze, Sandra Kott, Grit Sentek Angreifer: Jenny Friede, Kathrin Fring, Susann Götz, Claudia Grundmann, Nikola Holmes, Nina Kamenik, Judith Levi-Müller, Sabrina Rörig-Naesiger, Anja Scheytt, Carolin Szyska, Sophie Prüßing, Lisa Hüfner Trainerin: René Bielke |